# Křeček

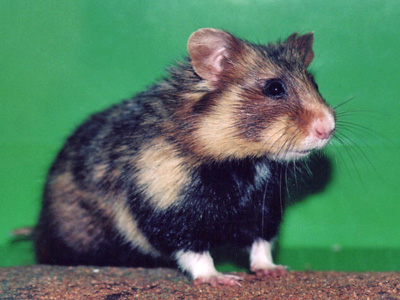
Křeček polní

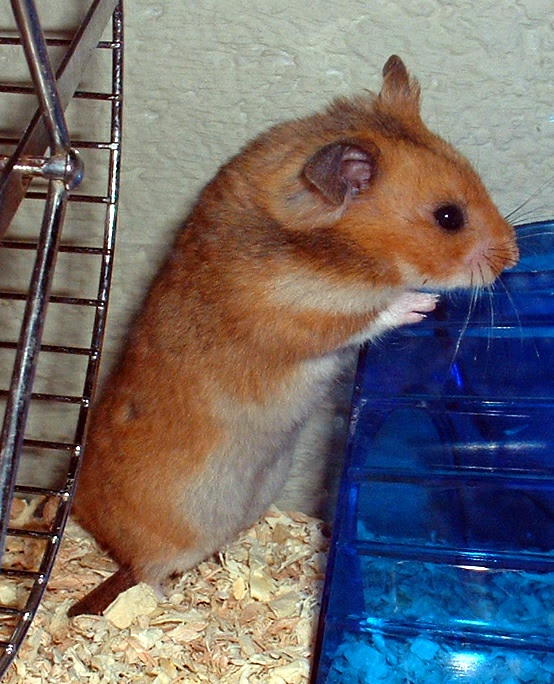
Křeček zlatý

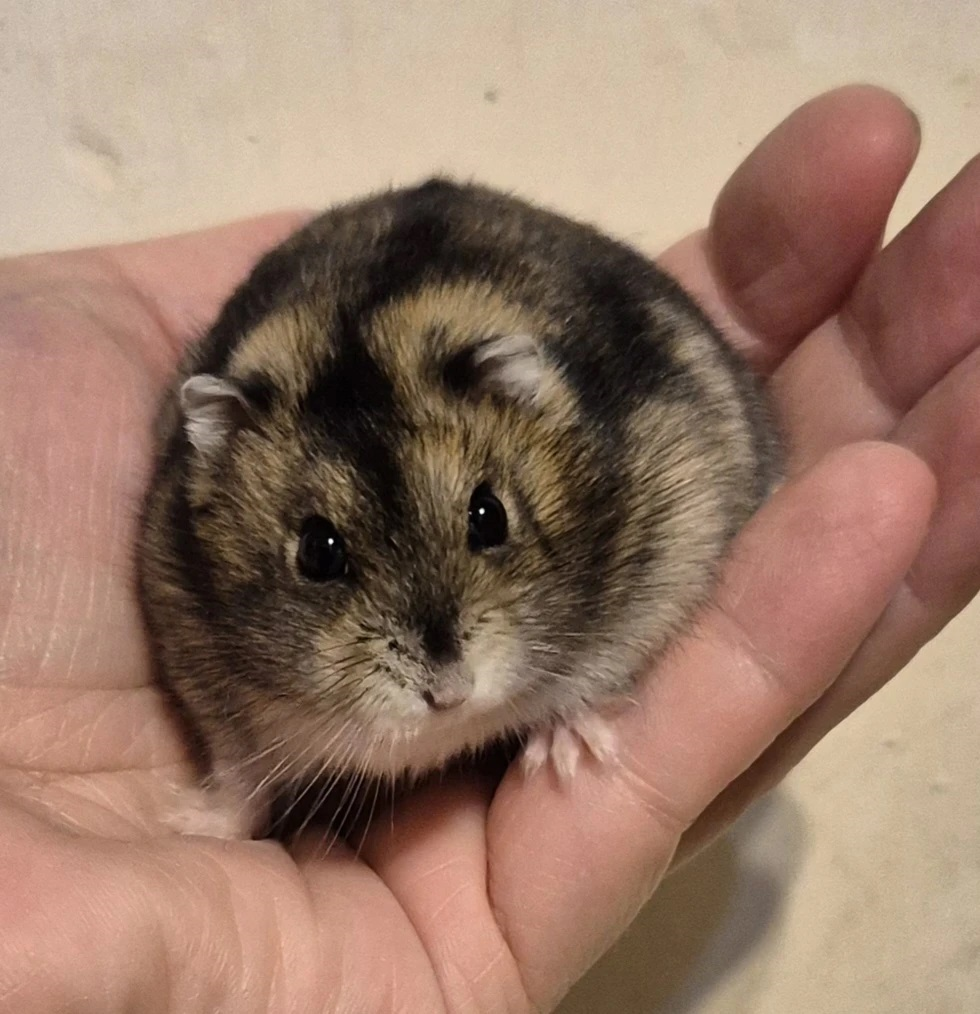
Křečík džungarský

Křeček je obecné označení pro některé hlodavce, zvláště z čeledi křečkovití (Cricetidae). České názvosloví je však značně odlišné od současného názoru na skutečnou příbuznost. Jako „křeček“ se tak označuje velké množství rodů, ačkoliv v ČR je znám zejména křeček polní (Cricetus cricetus) z rodu Cricetus.

## Křeček a jeho smysly
Pro orientaci v okolí je pro člověka nejdůležitější zrak. Následuje sluch a nakonec čich. U křečků je toto pořadí obrácené.

### Čich
Stejně jako my poznáme člověka podle jeho vzhledu, ukládá si křeček do paměti vzory pachů a s jejich pomocí pak i po dlouhé době rozezná příslušníky stejného druhu, nepřátele i své chovatele. Páry nebo příbuzenstvo se rozeznávají podle skupinového pachu, který i přes jejich přirozené agresivní sklony zajistí mírné chování. Potravu je křeček schopen ucítit na velké vzdálenosti. Díky pachovým značkám, které zanechává třením svých mazových žláz o důležité předměty a místa, a díky svým výkalům a moči je křeček schopen orientovat se ve svém okolí i potmě. Současně tak označuje své území proti všem možným vetřelcům.

### Sluch
Schopnost akustického vnímání je u křečků velice rozvinutá, jsou schopni vnímat také frekvence ze spektra ultrazvuku. To jim neslouží na obranu proti nepřátelům, ale spíše k vnitrodruhovému dorozumívání se. Tak mohou všechna mláďata (pro nás neslyšitelnými) zvuky přivolat svoji matku i otce, když je jim po opuštění rodného hnízda příliš zima, nebo mají hlad či žízeň. Křečci jsou schopni rozeznat různé tóny hlasu, či po nějakém čase poznat toho, kdo se o ně stará. Během dne křeček složí své ušní boltce, aby mohl nerušeně spát.

### Zrak
Jakožto noční tvor nedisponuje křeček nijak zvlášť dobrým zrakem. Vnímání tvarů a barev je patrně pouze nedostatečně rozvinuto. Naproti tomu je křeček se svýma po stranách posazenýma kulovitýma očima schopen jedním pohledem zachytit celé své okolí. Dá se říci, že křeček má opravdu široký rozhled – asi 110 stupňů. Na naše poměry je křeček ovšem poněkud krátkozraký, na vzdálenost větší než 1 metr je již stěží schopen rozeznat kontury. Pohyby, třeba blížícího se nepřítele je schopen rozeznat na větší vzdálenost. Na denním světle je křeček téměř slepý. To vysvětluje jeho často pozorovatelnou lekavost, ocitne-li se náhle v neznámém prostředí.

### Hmat
Stejně jako hmatové vousky slouží rovněž jemné chloupky na bocích a na předních i zadních končetinách k orientaci v noci. S pomocí těchto speciálních chloupků a vousků je křeček schopen vnímat překážky, které se mu postaví do cesty. Kromě toho mu také pomáhají lépe odhadnout, zda je pro něho otvor či průlez dostatečně široký.

## Systematika
Zatímco některé systémy uznávají čeleď křečkovití (Cricetidae), jiné ji opouští a zařazují všechny její zástupce do čeledi myšovití (Muridae).
Jako křečkovití (Cricetidae) se označují nejen „křečci“ v českém slova smyslu, ale i například podčeleď hrabošovití (Arvicolinae). Typičtí křečci jsou pak rozděleni do několika dalších podčeledí, jako jsou například křečci praví (Cricetinae). Tolweb (Tree of life) uznává v čeledi křečkovití tyto skupiny:
- Arvicolinae – hrabošovití
- Cricetinae – křečci praví
- Neotominae
- Sigmodontinae – křečci američtí (sensu stricto)
- Tylomyinae

Biolib oproti tomu řadí křečky do několika podčeledí myšovitých hlodavců a křečkovité (Cricetidae) uvádí jako synonymum pro pravé křečky (Cricetinae):
- Calomyscinae – křečci myší
- Cricetinae – křečci praví
- Mystromyinae – křečci nepraví
- Nesomyinae – křečci madagaskarští
- Sigmodontinae – křečci američtí

## Druhy chované v zajetí[4]
- křeček zlatý, syn. k. syrský, k. medvědí (Mesocricetus auratus, syn. Cricetus auratus) – nejznámější druh z křečků[5]
- křečík džungarský (Phodopus sungorus)
- křečík Campbellův (Phodopus campbelli)
- křečík Roborovského (Phodopus roborovskii) - nejmenší druh z křečků, má světle hnědou srst[5]
- Křečík čínský, syn. k. daurský (Cricetulus barabensis, syn. C. griseus)[6]